# Alonzo (Rapper)
Alonzo (* 25. Juli 1982 in Marseille; bürgerlich Kassimou Djae) ist ein französischer Rapper.

## Leben
Alonzo wuchs im 15. Bezirk von Marseille als jüngstes von sieben Kindern auf. Seine Eltern stammen ursprünglich von den Komoren.

## Karriere
2002 hatte er seinen Durchbruch unter dem Namen Segnor Alonzo als Teil der Rapformation Psy 4 de la rime, mit der er drei Alben veröffentlichte.
2009 erschien sein erstes Mixtape Un dernier coup d’oeil dans le rétroviseur. Im Folgejahr wurde er von Def Jam France unter Vertrag genommen und veröffentlichte mit Les temps modernes sein erstes Studioalbum. Dieses erreichte die Top 10 der französischen Charts.
Zusammen mit den Rappern Ninho und Naps veröffentlichte er 2022 das Lied Tout va bien welche sich zu seinem ersten Nummer-Eins-Erfolg entwickelte.

## Diskografie

### Alben
| Jahr | Titel Musiklabel                                     | Höchstplatzierung, Gesamtwochen, AuszeichnungChartplatzierungen (Jahr, Titel, Musiklabel, Platzierungen, Wochen, Auszeichnungen, Anmerkungen) | Höchstplatzierung, Gesamtwochen, AuszeichnungChartplatzierungen (Jahr, Titel, Musiklabel, Platzierungen, Wochen, Auszeichnungen, Anmerkungen) | Höchstplatzierung, Gesamtwochen, AuszeichnungChartplatzierungen (Jahr, Titel, Musiklabel, Platzierungen, Wochen, Auszeichnungen, Anmerkungen) | Anmerkungen                                |
| Jahr | Titel Musiklabel                                     | FR | BEW | CH | Anmerkungen                                |
| ---- | ---------------------------------------------------- | --- | --- | --- | ------------------------------------------ |
| 2009 | Un dernier coup d’oeil dans le rétroviseur TSE Music | FR46 (6 Wo.)FR | — | — | Erstveröffentlichung: 9. März 2009 Mixtape |
| 2010 | Les temps modernes Barclay Records (UMG)             | FR7 (16 Wo.)FR | BEW46 (3 Wo.)BEW | — | Erstveröffentlichung: 1. Februar 2010      |
| 2012 | Amour, gloire & cité Def Jam Records (UMG)           | FR9 (9 Wo.)FR | BEW71 (17 Wo.)BEW | — | Erstveröffentlichung: 1. Juni 2012         |
| 2015 | Règlement de comptes Def Jam Records (UMG)           | FR2 (16 Wo.)FR | BEW12 (15 Wo.)BEW | CH45 (1 Wo.)CH | Erstveröffentlichung: 26. Januar 2015      |
| 2015 | Capo dei capi - Volume 1 Def Jam Records (UMG)       | FR4 (14 Wo.)FR | BEW11 (13 Wo.)BEW | — | Erstveröffentlichung: 18. September 2015   |
| 2016 | Avenue de St. Antoine Def Jam Records (UMG)          | FR3 ×2Doppelplatin · (60 Wo.)FR | BEW9 (18 Wo.)BEW | CH34 (1 Wo.)CH | Erstveröffentlichung: 20. Mai 2016         |
| 2017 | 100% Def Jam Records (UMG)                           | FR3 ×2Doppelplatin · (65 Wo.)FR | BEW5 (27 Wo.)BEW | CH50 (1 Wo.)CH | Erstveröffentlichung: 25. August 2017      |
| 2019 | Stone Def Jam Records (UMG)                          | FR9 Gold · (55 Wo.)FR | BEW23 (19 Wo.)BEW | CH63 (1 Wo.)CH | Erstveröffentlichung: 12. April 2019       |
| 2020 | Pack de 6 Def Jam Records (UMG)                      | FR62 (6 Wo.)FR | BEW168 (1 Wo.)BEW | — | Erstveröffentlichung: 20. April 2020 EP    |
| 2021 | Capo dei capi - Vol. II & III Only Pro (Sony)        | FR3 Platin · (60 Wo.)FR | BEW34 (8 Wo.)BEW | CH71 (1 Wo.)CH | Erstveröffentlichung: 26. März 2021        |
| 2022 | Quartiers nord Only Pro (Sony)                       | FR3 Platin · (115 Wo.)FR | BEW21 (7 Wo.)BEW | CH34 (1 Wo.)CH | Erstveröffentlichung: 20. Mai 2022         |
| 2025 | Longue vie à nous Only Pro (Sony)                    | FR3 (… Wo.)FR | BEW60 (… Wo.)BEW | — | Erstveröffentlichung: 7. Februar 2025      |

### Singles
| Jahr | Titel Album                                       | Höchstplatzierung, Gesamtwochen, AuszeichnungChartplatzierungen (Jahr, Titel, Album, Platzierungen, Wochen, Auszeichnungen, Anmerkungen) | Höchstplatzierung, Gesamtwochen, AuszeichnungChartplatzierungen (Jahr, Titel, Album, Platzierungen, Wochen, Auszeichnungen, Anmerkungen) | Höchstplatzierung, Gesamtwochen, AuszeichnungChartplatzierungen (Jahr, Titel, Album, Platzierungen, Wochen, Auszeichnungen, Anmerkungen) | Anmerkungen                                                                             |
| Jahr | Titel Album                                       | FR | BEW | CH | Anmerkungen                                                                             |
| --- | ------------------------------------------------- | --- | --- | --- | --------------------------------------------------------------------------------------- |
| 2012 | Alors on sort... Amour, gloire & cité             | FR196 (1 Wo.)FR | — | — | Erstveröffentlichung: 2012                                                              |
| 2014 | La belle vie Règlement de comptes                 | FR24 (16 Wo.)FR | — | — | Erstveröffentlichung: 1. Juni 2014                                                      |
| 2014 | Y’a rien à faire Règlement de comptes             | FR12 (4 Wo.)FR | — | — | Erstveröffentlichung: 29. September 2014                                                |
| 2014 | Même tarif Règlement de comptes                   | FR8 (3 Wo.)FR | BEW39 (1 Wo.)BEW | — | Erstveröffentlichung: 2. Dezember 2014 feat. Booba                                      |
| 2014 | Dans son sac Règlement de comptes                 | FR87 (8 Wo.)FR | — | — | Erstveröffentlichung: 17. Dezember 2014 feat. Maître Gims                               |
| 2015 | Tu vas parler Règlement de comptes                | FR66 (1 Wo.)FR | — | — | Erstveröffentlichung: 9. Januar 2015                                                    |
| 2015 | Normal Capo dei capi - Volume 1                   | FR7 (18 Wo.)FR | — | — | Erstveröffentlichung: 12. Mai 2015 mit Jul                                              |
| 2015 | Finis les Capo dei capi - Volume 1                | FR23 (14 Wo.)FR | — | — | Erstveröffentlichung: 25. Juli 2015                                                     |
| 2015 | Y’en a assez Capo dei capi - Volume 1             | FR42 (3 Wo.)FR | — | — | Erstveröffentlichung: 4. September 2015                                                 |
| 2016 | On met les voiles Avenue de St. Antoine           | FR45 Gold · (14 Wo.)FR | — | — | Erstveröffentlichung: 15. Januar 2016                                                   |
| 2016 | Vaillant Avenue de St. Antoine                    | FR45 Platin · (5 Wo.)FR | — | — | Erstveröffentlichung: 20. April 2016                                                    |
| 2016 | Regarde-moi Avenue de St. Antoine                 | FR66 Gold · (9 Wo.)FR | — | — | Erstveröffentlichung: 25. April 2016                                                    |
| 2017 | Batard –                                          | FR66 (1 Wo.)FR | — | — | Erstveröffentlichung: 19. Januar 2017                                                   |
| 2017 | DLG –                                             | FR67 (7 Wo.)FR | — | — | Erstveröffentlichung: 9. Februar 2017                                                   |
| 2017 | Feu d’artifice 100%                               | FR31 Platin · (26 Wo.)FR | — | — | Erstveröffentlichung: 16. März 2017 feat. MHD                                           |
| 2017 | J'écris 100%                                      | FR61 (6 Wo.)FR | — | — | Erstveröffentlichung: 28. April 2017                                                    |
| 2017 | Suis-moi 100%                                     | FR4 Diamant · (27 Wo.)FR | — | — | Erstveröffentlichung: 28. Juli 2017                                                     |
| 2017 | Bagarre 100%                                      | FR43 Gold · (13 Wo.)FR | — | — | Erstveröffentlichung: 30. Juli 2017                                                     |
| 2017 | Génération X-Or 100%                              | FR48 (4 Wo.)FR | — | — | Erstveröffentlichung: 18. August 2017                                                   |
| 2017 | Papa allo 100%                                    | FR15 Diamant · (34 Wo.)FR | BEW40 (5 Wo.)BEW | — | Erstveröffentlichung: 13. Oktober 2017                                                  |
| 2018 | Amigo –                                           | FR60 (8 Wo.)FR | — | — | Erstveröffentlichung: 26. Juli 2018 feat. DJ Spike Miller                               |
| 2019 | Assurance vie Stone                               | FR29 Platin · (17 Wo.)FR | — | — | Erstveröffentlichung: 1. März 2019                                                      |
| 2019 | Malaga Stone                                      | FR130 (2 Wo.)FR | — | — | Erstveröffentlichung: 15. März 2019                                                     |
| 2020 | OOP Capo dei capi - Vol. II & III                 | FR106 (2 Wo.)FR | — | — | Erstveröffentlichung: 17. Juli 2020                                                     |
| 2020 | Toi t’es chelou –                                 | FR82 (7 Wo.)FR | — | — | Erstveröffentlichung: 31. Juli 2020 No Limit pres. Landy & Alonzo                       |
| 2020 | Dernière fois Capo dei capi - Vol. II & III       | FR41 (1 Wo.)FR | — | — | Erstveröffentlichung: 11. Dezember 2020 feat. Imen Es                                   |
| 2021 | Capo Capo dei capi - Vol. II & III                | FR31 (4 Wo.)FR | — | — | Erstveröffentlichung: 12. Februar 2021                                                  |
| 2021 | La seleçao Capo dei capi - Vol. II & III          | FR2 Diamant · (74 Wo.)FR | BEW25 Gold · (8 Wo.)BEW | CH71 (7 Wo.)CH | Erstveröffentlichung: 19. März 2021 feat. Jul & Naps                                    |
| 2021 | Criminel 1 Son en 1H (Sampler)                    | FR87 (1 Wo.)FR | — | — | Erstveröffentlichung: 15. Juni 2021                                                     |
| 2021 | Balle dans la jambe Capo dei capi - Vol. II & III | FR128 (1 Wo.)FR | — | — | Erstveröffentlichung: 27. August 2021 feat. Big Ben                                     |
| 2022 | Traficante Quartiers nord                         | FR10 Diamant · (35 Wo.)FR | — | — | Erstveröffentlichung: 3. März 2022                                                      |
| 2022 | Plaqué 13 Quartiers nord                          | FR45 (5 Wo.)FR | — | — | Erstveröffentlichung: 4. Mai 2022                                                       |
| 2022 | Bali Quartiers nord                               | FR55 (4 Wo.)FR | — | — | Erstveröffentlichung: 16. September 2022                                                |
| 2022 | Encore là –                                       | FR176 (1 Wo.)FR | — | — | Erstveröffentlichung: 24. November 2022 mit Tayc                                        |
| 2023 | J’avais besoin d’un père Quartiers nord           | FR159 (1 Wo.)FR | — | — | Erstveröffentlichung: 5. Mai 2023                                                       |
| 2023 | Salement –                                        | FR94 (2 Wo.)FR | — | — | Erstveröffentlichung: 2. Juni 2023 mit Kerchak                                          |
| 2023 | Guadalajara –                                     | FR47 (4 Wo.)FR | — | — | Erstveröffentlichung: 23. Juni 2023                                                     |
| 2023 | Petit génie –                                     | FR1 Platin · (… Wo.)FR | BEW6 ×2Doppelplatin · (54 Wo.)BEW | CH42 (14 Wo.)CH | Erstveröffentlichung: 4. August 2023 mit Jungeli & Imen Es feat. Lossa 6 & Abou Debeing |
| 2023 | Olala –                                           | FR69 (2 Wo.)FR | — | — | Erstveröffentlichung: 3. November 2023 feat. Naza                                       |
| 2024 | Hasta la vista –                                  | FR38 Gold · (11 Wo.)FR | — | — | Erstveröffentlichung: 5. Juni 2024                                                      |
| 2024 | Highlander Longue vie à nous                      | FR147 (1 Wo.)FR | — | — | Erstveröffentlichung: 4. Dezember 2024                                                  |
| 2025 | Couteau dans le dos Longue vie à nous             | FR42 (6 Wo.)FR | — | — | Erstveröffentlichung: 17. Januar 2025 feat. Gims                                        |
| 2025 | Fais pas ça –                                     | FR176 (1 Wo.)FR | — | — | Erstveröffentlichung: 6. Juni 2025                                                      |
| Folgende Lieder erschienen nicht als Single, wurden aber durch das Album zum Download und Streaming bereitgestellt und konnten somit eine Platzierung erlangen: |                                                   | | | |                                                                                         |
| |                                                   | | | |                                                                                         |
| 2015 | Brinks Règlement de comptes                       | FR90 (1 Wo.)FR | — | — | feat. Gradur                                                                            |
| 2015 | Merci Règlement de comptes                        | FR111 (1 Wo.)FR | — | — | feat. Lacrim                                                                            |
| 2015 | RDC Règlement de comptes                          | FR164 (1 Wo.)FR | — | — |                                                                                         |
| 2015 | Marseille Règlement de comptes                    | FR167 (1 Wo.)FR | — | — |                                                                                         |
| 2015 | En boucle Règlement de comptes                    | FR190 (1 Wo.)FR | — | — |                                                                                         |
| 2015 | Il le fallait Règlement de comptes                | FR195 (1 Wo.)FR | — | — |                                                                                         |
| 2015 | Cauchemar Capo dei capi - Volume 1                | FR131 (1 Wo.)FR | — | — | feat. Benash                                                                            |
| 2015 | On craint degun Capo dei capi - Volume 1          | FR145 (1 Wo.)FR | — | — | feat. Rat Luciano                                                                       |
| 2015 | Elle t’a tué Capo dei capi - Volume 1             | FR163 (1 Wo.)FR | — | — |                                                                                         |
| 2015 | Mauvais Capo dei capi - Volume 1                  | FR195 (1 Wo.)FR | — | — |                                                                                         |
| 2016 | Binta Avenue de St. Antoine                       | FR25 Diamant · (47 Wo.)FR | — | — |                                                                                         |
| 2016 | Ils le savent Avenue de St. Antoine               | FR35 Gold · (3 Wo.)FR | — | — | feat. Jul                                                                               |
| 2016 | Jupiter Avenue de St. Antoine                     | FR96 (1 Wo.)FR | — | — |                                                                                         |
| 2016 | Madame Alonzo Avenue de St. Antoine               | FR101 (1 Wo.)FR | — | — | feat. Leslie                                                                            |
| 2016 | Reste tranquille Avenue de St. Antoine            | FR109 (1 Wo.)FR | — | — |                                                                                         |
| 2016 | Alz Avenue de St. Antoine                         | FR113 (1 Wo.)FR | — | — |                                                                                         |
| 2016 | Comme avant Avenue de St. Antoine                 | FR158 (1 Wo.)FR | — | — |                                                                                         |
| 2016 | La guerre Avenue de St. Antoine                   | FR181 (1 Wo.)FR | — | — |                                                                                         |
| 2017 | La vaillance 100%                                 | FR33 (3 Wo.)FR | — | — |                                                                                         |
| 2017 | Terrain 100%                                      | FR49 (3 Wo.)FR | — | — |                                                                                         |
| 2017 | La paix n’a pas de prix 100%                      | FR53 (3 Wo.)FR | — | — | feat. Dadju                                                                             |
| 2017 | K-2000 100%                                       | FR63 (2 Wo.)FR | — | — |                                                                                         |
| 2017 | Elvira 100%                                       | FR67 (3 Wo.)FR | — | — |                                                                                         |
| 2017 | Dalé 100%                                         | FR69 (2 Wo.)FR | — | — | feat. Lartiste                                                                          |
| 2017 | La vraie vie 100%                                 | FR85 (2 Wo.)FR | — | — |                                                                                         |
| 2017 | Jalousie 100%                                     | FR89 (2 Wo.)FR | — | — |                                                                                         |
| 2017 | Ma famille 100%                                   | FR92 (2 Wo.)FR | — | — | feat. Soprano                                                                           |
| 2017 | 100%                                              | FR102 (1 Wo.)FR | — | — | feat. Amel Bent                                                                         |
| 2017 | Goodbye 100%                                      | FR142 (1 Wo.)FR | — | — |                                                                                         |
| 2017 | Oublie mon nom 100%                               | FR197 (1 Wo.)FR | — | — |                                                                                         |
| 2018 | Santana Taxi 5 BO                                 | FR10 Diamant · (29 Wo.)FR | — | — |                                                                                         |
| 2019 | C’est elle Stone                                  | FR42 Platin · (23 Wo.)FR | — | — | feat. Ninho                                                                             |
| 2019 | M.D.V Stone                                       | FR120 (1 Wo.)FR | — | — | feat. Dadju                                                                             |
| 2019 | Sur la moto Stone                                 | FR123 Gold · (6 Wo.)FR | — | — | feat. Jul                                                                               |
| 2019 | Compliqué Stone                                   | FR159 (2 Wo.)FR | — | — |                                                                                         |
| 2019 | Stone III Stone                                   | FR176 (1 Wo.)FR | — | — |                                                                                         |
| 2019 | Training Day Stone                                | FR179 (1 Wo.)FR | — | — |                                                                                         |
| 2019 | Stone II Stone                                    | FR190 (1 Wo.)FR | — | — |                                                                                         |
| 2021 | Goyard Capo dei capi - Vol. II & III              | FR84 (1 Wo.)FR | — | — | feat. Sch                                                                               |
| 2021 | Marié à la street Capo dei capi - Vol. II & III   | FR106 (1 Wo.)FR | — | — | feat. Bosh & Da Uzi                                                                     |
| 2021 | Ami ou ennemi Capo dei capi - Vol. II & III       | FR111 (1 Wo.)FR | — | — | feat. Tiakola                                                                           |
| 2021 | 280 Capo dei capi - Vol. II & III                 | FR112 (1 Wo.)FR | — | — | feat. Zkr                                                                               |
| 2021 | Dinero Capo dei capi - Vol. II & III              | FR118 (1 Wo.)FR | — | — | feat. Soolking & L’Algérino                                                             |
| 2021 | Mayday Capo dei capi - Vol. II & III              | FR139 (1 Wo.)FR | — | — | feat. Franglish                                                                         |
| 2021 | Arrivederci Capo dei capi - Vol. II & III         | FR145 (1 Wo.)FR | — | — |                                                                                         |
| 2021 | Vérifie Capo dei capi - Vol. II & III             | FR151 (1 Wo.)FR | — | — |                                                                                         |
| 2021 | Nineta Capo dei capi - Vol. II & III              | FR173 (1 Wo.)FR | — | — | feat. Soso Maness                                                                       |
| 2021 | Je tourne Capo dei capi - Vol. II & III           | FR187 (1 Wo.)FR | — | — |                                                                                         |
| 2021 | Fournisseur Capo dei capi - Vol. II & III         | FR188 (1 Wo.)FR | — | — |                                                                                         |
| 2021 | Comme un loup Capo dei capi - Vol. II & III       | FR186 (1 Wo.)FR | — | — | feat. Kofs                                                                              |
| 2021 | Dangereuse Capo dei capi - Vol. II & III          | FR193 (1 Wo.)FR | — | — |                                                                                         |
| 2021 | Filature Capo dei capi - Vol. II & III            | FR196 (1 Wo.)FR | — | — |                                                                                         |
| 2021 | V.D.S. V.D.V. Capo dei capi - Vol. II & III       | FR199 (1 Wo.)FR | — | — |                                                                                         |
| 2021 | Briller Validé - Saison 2 (B.O. de la série)      | FR43 (4 Wo.)FR | — | — | mit Laeti                                                                               |
| 2022 | Tout va bien Quartiers nord                       | FR1 Diamant · (85 Wo.)FR | BEW3 (23 Wo.)BEW | CH4 (17 Wo.)CH | feat. Ninho & Naps                                                                      |
| 2022 | Ciao la France Quartiers nord                     | FR43 (2 Wo.)FR | — | — | feat. Skinny Flex                                                                       |
| 2022 | Quartiers nord                                    | FR54 (2 Wo.)FR | — | — |                                                                                         |
| 2022 | LVDC Quartiers nord                               | FR73 (1 Wo.)FR | — | — |                                                                                         |
| 2022 | Les pieds sur terre Quartiers nord                | FR83 (1 Wo.)FR | — | — |                                                                                         |
| 2022 | Le doublé Quartiers nord                          | FR85 (1 Wo.)FR | — | — |                                                                                         |
| 2022 | J’ai grandi Quartiers nord                        | FR88 (1 Wo.)FR | — | — | feat. Fayv                                                                              |
| 2022 | Héritiers Quartiers nord                          | FR91 (1 Wo.)FR | — | — |                                                                                         |
| 2022 | Fréro Quartiers nord                              | FR104 (1 Wo.)FR | — | — |                                                                                         |
| 2022 | Vallon des auffes Quartiers nord                  | FR109 (1 Wo.)FR | — | — |                                                                                         |
| 2022 | Paddock Quartiers nord                            | FR114 (1 Wo.)FR | — | — |                                                                                         |
| 2022 | Bison Quartiers nord                              | FR119 (1 Wo.)FR | — | — |                                                                                         |
| 2022 | Problèmes Quartiers nord                          | FR128 (1 Wo.)FR | — | — |                                                                                         |
| 2022 | Bumpy Quartiers nord                              | FR129 (1 Wo.)FR | — | — |                                                                                         |
| 2022 | Capo reste capo Quartiers nord                    | FR132 (1 Wo.)FR | — | — |                                                                                         |
| 2025 | Toute la noche Longue vie à nous                  | FR73 (1 Wo.)FR | — | — |                                                                                         |
| 2025 | Scanne Longue vie à nous                          | FR83 (1 Wo.)FR | — | — |                                                                                         |
| 2025 | Tableau de bord Longue vie à nous                 | FR167 (1 Wo.)FR | — | — |                                                                                         |
| 2025 | Ferry Longue vie à nous                           | FR182 (3 Wo.)FR | — | — |                                                                                         |

### Gastbeiträge
| Jahr | Titel Album                                 | Höchstplatzierung, Gesamtwochen, AuszeichnungChartplatzierungen (Jahr, Titel, Album, Platzierungen, Wochen, Auszeichnungen, Anmerkungen) | Höchstplatzierung, Gesamtwochen, AuszeichnungChartplatzierungen (Jahr, Titel, Album, Platzierungen, Wochen, Auszeichnungen, Anmerkungen) | Höchstplatzierung, Gesamtwochen, AuszeichnungChartplatzierungen (Jahr, Titel, Album, Platzierungen, Wochen, Auszeichnungen, Anmerkungen) | Anmerkungen |
| Jahr | Titel Album                                 | FR | BEW | CH | Anmerkungen |
| --- | ------------------------------------------- | --- | --- | --- | --- |
| 2016 | Oh My God –                                 | FR21 (1 Wo.)FR | — | — | Erstveröffentlichung: 16. Februar 2016 DJ Spike Miller feat. Alonzo                                                                      |
| 2016 | Oblah Where Is l’album de Gradur            | FR19 Platin · (27 Wo.)FR | — | — | Erstveröffentlichung: 24. November 2016 Gradur feat. MHD, Alonzo & Nyda                                                                  |
| 2017 | Tout ce qu’il faut Éternel insatisfait      | FR146 (1 Wo.)FR | — | — | Erstveröffentlichung: 20. Februar 2017 Black M feat. Gradur, Alonzo & Abou Debeing                                                       |
| 2017 | Ma fierté Gentleman 2.0                     | FR29 Gold · (19 Wo.)FR | — | — | Erstveröffentlichung: 27. Oktober 2017 Dadju feat. Maître Gims & Alonzo                                                                  |
| 2018 | Dans le block À l’instict                   | FR24 (7 Wo.)FR | — | — | Erstveröffentlichung: 2. März 2018 Naps feat. Alonzo                                                                                     |
| 2018 | Quelqu’un d’autre t’aimera Inspi d’ailleurs | FR32 Gold · (5 Wo.)FR | — | — | Erstveröffentlichung: 10. September 2018 Jul feat. Alonzo                                                                                |
| 2019 | Comme tu es Jok’travolta                    | FR64 Platin · (6 Wo.)FR | — | — | Erstveröffentlichung: 14. Februar 2019 Jok’air feat. Alonzo                                                                              |
| 2020 | 10/10 Ceinture noire (Transcendance)        | FR94 Platin · (7 Wo.)FR | — | — | Erstveröffentlichung: 7. Februar 2020 Maître Gims feat. Dadju & Alonzo                                                                   |
| 2020 | 1ère fois Nos vies                          | FR11 Diamant · (35 Wo.)FR | — | — | Erstveröffentlichung: 14. Februar 2020 Imen Es feat. Alonzo                                                                              |
| 2022 | R8 –                                        | FR153 (1 Wo.)FR | — | — | Erstveröffentlichung: 28. Januar 2022 Hamza feat. Alonzo                                                                                 |
| 2024 | T’étais où ? –                              | FR51 Platin · (33 Wo.)FR | BEW— GoldBEW | — | Erstveröffentlichung: 1. Februar 2024 Jungeli feat. Vegedream, Alonzo & Zaho                                                             |
| 2024 | Bande organisée 2 13 Organisé 2             | FR5 Gold · (10 Wo.)FR | — | CH68 (1 Wo.)CH | Erstveröffentlichung: 15. August 2024 Jul feat. Alonzo, Sch, Kofs, Soso Maness, Houari, Elams, Solda & Naps                              |
| 2024 | Sous le soleil 13 Organisé 2                | FR42 (4 Wo.)FR | — | — | Erstveröffentlichung: 6. September 2024 Jul & L’algerino feat. Sat, Fahar, Alonzo, Le Rat Luciano, Menzo, Don Choa, As Vicenzo & Soprano |
| 2025 | Brrr Raï’N’B Fever: Part 1                  | FR192 (1 Wo.)FR | — | — | Erstveröffentlichung: 10. Januar 2025 Kore feat. Alonzo & Elgrandetoto                                                                   |
| Folgende Lieder erschienen nicht als Single, wurden aber durch das Album zum Download und Streaming bereitgestellt und konnten somit eine Platzierung erlangen: |                                             | | | | |
| |                                             | | | | |
| 2015 | Comme d’hab My World                        | FR37 (18 Wo.)FR | — | — | Jul feat. Alonzo |
| 2015 | J’donne ça L’homme au bob                   | FR134 (1 Wo.)FR | — | — | Gradur feat. Alonzo |
| 2016 | La frappe Je suis Elams                     | FR114 (3 Wo.)FR | — | — | Elams feat. Alonzo |
| 2016 | Rihanna L’Everest                           | FR86 (1 Wo.)FR | — | — | Soprano feat. Alonzo |
| 2016 | Savastano Banderas                          | FR102 (2 Wo.)FR | — | — | L’Algerino feat. Alonzo |
| 2017 | Ce soir Comme prévu                         | FR12 Platin · (11 Wo.)FR | — | — | Ninho feat. Alonzo |
| 2018 | Donne-nous le Confidences                   | FR71 (2 Wo.)FR | — | — | YL feat. Alonzo |
| 2018 | Ça va C’est la loi                          | FR92 (1 Wo.)FR | — | — | Naza feat. Alonzo |
| 2018 | Les 4 fantastiques International            | FR101 (2 Wo.)FR | — | — | L’Algérino feat. Soprano, Naps & Alonzo                                                                                                  |
| 2018 | 911 Mutant                                  | FR181 (1 Wo.)FR | — | — | Rim'K feat. Alonzo |
| 2018 | Oh fou La zone en personne                  | FR50 (3 Wo.)FR | — | — | Jul feat. Alonzo |
| 2020 | F.L.P Architecte                            | FR85 (1 Wo.)FR | — | — | Da Uzi feat. Alonzo |
| 2020 | Maman dort Architecte                       | FR62 Gold · (21 Wo.)FR | — | — | S.Pri Noir feat. Alonzo |
| 2020 | Boussole Mistral                            | FR78 (1 Wo.)FR | — | — | Soso Maness feat. Alonzo |
| 2020 | Hold-Up Loin du monde                       | FR26 (2 Wo.)FR | — | — | Jul feat. Alonzo & L’Algérino |
| 2020 | L’étoile sur le maillot 13 Organisé         | FR3 Gold · (10 Wo.)FR | — | — | 13 Organisé feat. L’algerino, Alonzo, Stone Black & Le Rat Luciano                                                                       |
| 2020 | Je suis marseille 13 Organisé               | FR12 Gold · (8 Wo.)FR | — | — | 13 Organisé feat. Akhenaton, Jul, L’Algerino, Alonzo & Shurik                                                                            |
| 2020 | War Zone 13 Organisé                        | FR14 Gold · (6 Wo.)FR | — | — | 13 Organisé feat. Thabiti, Naps, Alonzo, Houari, Jul, As & Zb                                                                            |
| 2020 | C’est maintenant 13 Organisé                | FR21 Gold · (6 Wo.)FR | — | — | 13 Organisé feat. Sat L’articifier, Alonzo, Kofs, Naps & Sch                                                                             |
| 2021 | Planète Mars 2021 Chasseur d’étoiles        | FR117 (1 Wo.)FR | — | — | Alonzo feat. Alonzo, Jul & Sch |
| 2022 | Bogota La TN (Team Naps)                    | FR51 (2 Wo.)FR | — | — | Naps feat. Alonzo & Morad |
| 2023 | La fusion La route est longue               | FR10 (6 Wo.)FR | — | — | Jul feat. Alonzo |
| 2024 | Le trio ternura Décennie                    | FR25 (3 Wo.)FR | — | — | Jul feat. Alonzo & Sch |
| 2024 | 7.62 Veni vidi vici                         | FR127 (1 Wo.)FR | — | — | Lacrim feat. Alonzo |
| 2024 | Rolex présidentielle 13 Organisé 2          | FR160 (1 Wo.)FR | — | — | L’algerino, SAF & TK feat. Jul, Alonzo, Fahar, Gambino & Veazy                                                                           |
| 2024 | Besoin de toi 13 Organisé 2                 | FR187 (1 Wo.)FR | — | — | Léa Castel, Naps & Houari feat. Alonzo, Jul, Kenza Farah & Moubarak                                                                      |